# SWEEPS-04
SWEEPS-04是一個環繞人馬座內恆星SWEEPS J175853.92−291120.6的太陽系外行星，距離地球約22000光年（距離模數14.1）。

## 簡介
該行星於2006年在人馬光窗掩凌系外行星搜尋計畫中以凌日法發現。該行星的質量上限是3.8倍木星質量，半徑大約是0.81倍木星半徑，但其誤差高達12%。其距離母星平均距離是820萬公里（0.055天文單位），軌道週期4.2日。

## 外部連結
维基共享资源上的相關多媒體資源：SWEEPS-04
- . Exoplanets.   [2009-05-22]. （原始内容存档于2009-11-25）.